# Tyga
Tyga, właśc. Michael Ray Nguyen-Stevenson (ur. 19 listopada 1989 w Compton w Kalifornii) – amerykański raper. Tyga jest skrótem od Thank You God Always. W 2011 roku raper podpisał kontrakty muzyczne z wytwórniami Young Money Entertainment, Cash Money Records i Republic Records. Jego pierwszy singel zatytułowany "Coconut Juice" z udziałem Travisa McCoya promował w 2008 r. debiutancki album pt. No Introduction. Drugi solowy album Careless World: Rise of the Last King promowały takie single jak: "Rack City", "Faded", które zyskały spory sukces, bowiem osiągnęły kolejno 4x i 2x Platynę. 9 kwietnia 2013 r. ukazał się następny album Stevensona pt. Hotel California, którego promowano trzema utworami "Dope" (Złoto), "For the Road" i "Show You". W czerwcu 2015 roku został wydany najnowszy album rapera pt. The Gold Album: 18th Dynasty, którego premierę wielokrotnie przekładano. Jednym z producentów wykonawczych płyty był Kanye West.

## Życiorys

### Wczesne życie
Michael Ray Nguyen-Stevenson urodził się 19 listopada 1989 w Compton w Kalifornii, a następnie przeniósł się do Garden w wieku jedenastu lat. Ma jamajsko-wietnamskie pochodzenie. Dorastał słuchając takich raperów jak: Fabolous, Lil Wayne, Cam’ron oraz Eminem. Jest kuzynem Travisa McCoya, wokalisty grupy Gym Class Heroes.

### Kariera
Pierwszy raz na scenie przed większą publicznością wystąpił jako support przed Fall Out Boy oraz Gym Class Heroes podczas trasy koncertowej Young Wild Things Tour w 2007 r. Jego pierwszy mixtape nosił tytuł Young On Probation, na którym gościli Jay Rock, The Pack i inni. Sukces kompilacji zapewnił raperowi kontrakt muzyczny z wytwórnią Young Money Entertainment. Debiutancki singel "Coconut Juice", wydany został w 2008 r. Jego kolejny mixtape miał tytuł No Introduction the Series i został wydany 10 kwietnia 2008 roku. Pierwszy solowy album rapera pt. No Introduction ukazał się 10 czerwca 2008 r. Był to pierwszy niezależny projekt rapera. Utwór pt. "Diamond Life" pochodzący z tej płyty znajduje się na ścieżce dźwiękowej do gry Need for Speed: Undercover, Madden NFL 09 oraz filmu Fighting.
Careless World: Rise of the Last King był drugim studyjnym albumem Stevensona i został wydany 21 lutego 2012 r. nakładem wytwórni Young Money Entertainment, Cash Money Records oraz Universal Republic Records. Pierwszy singel promujący ówczesny album miał tytuł "Far Away", gdzie gościnnie wystąpił piosenkarz Chris Richardson. Utwór zadebiutował na 86. miejscu notowania Hot 100. Następny singel pt. "Still Got It" ukazał się 4 października 2011 r. i miał 89. pozycję na liście Hot 100. Trzeci singel pt. "Rack City" został wydany 6 grudnia 2011 r. Pierwotnie znalazł się na mixtape rapera pt. Well Done 2, ale po sukcesie komercyjnym dodano go do albumu.
W 2012 r. wyprodukował oraz wspólnie z Justicem Youngiem wyreżyserował film dla dorosłych pt. Rack City: The XXX Movie, w którym wystąpili Skin Diamond, Jada Fire, Ice La Fox, Sophie Dee, Lexington Steele, Kristina Rose, London Keyes oraz Daisy Marie. Film zdobył trzy nominacje do nagrody AVN Awards.
Trzeci solowy album rapera pt. Hotel California ukazał się 9 kwietnia 2013 r. Pierwszy singel "Dope" z udziałem Ricka Rossa opublikowano 20 grudnia 2012 r., ale w formie Digital download był dostępny od 15 stycznia 2013 roku. Utwór uplasował się na 68. miejscu notowania Hot 100. Ostatecznie sprzedano ponad 500 000 egzemplarzy singla i został zatwierdzony jako Złoto.
Na przełomie kwietnia i maja 2010 r. wraz z Chrisem Brownem nagrał dwa utwory: "Holla at me" i "G Shit". Do obu zostały nakręcone klipy. 24 lutego 2015 Tyga oraz Chris Brown wydali wspólny album pt. Fan of a Fan: The Album.

## Dyskografia

### Albumy solowe
- No Introduction (2008)
- Careless World: Rise of the Last King (2012)
- Hotel California (2013)
- The Gold Album: 18th Dynasty (2015)
- BitchImTheShit2 (2017)
- Kyoto (2018)
- Legendary (2019)

### Współpraca
- Fan of a Fan: The Album (oraz Chris Brown, 2015)